# Štiavnické Bane

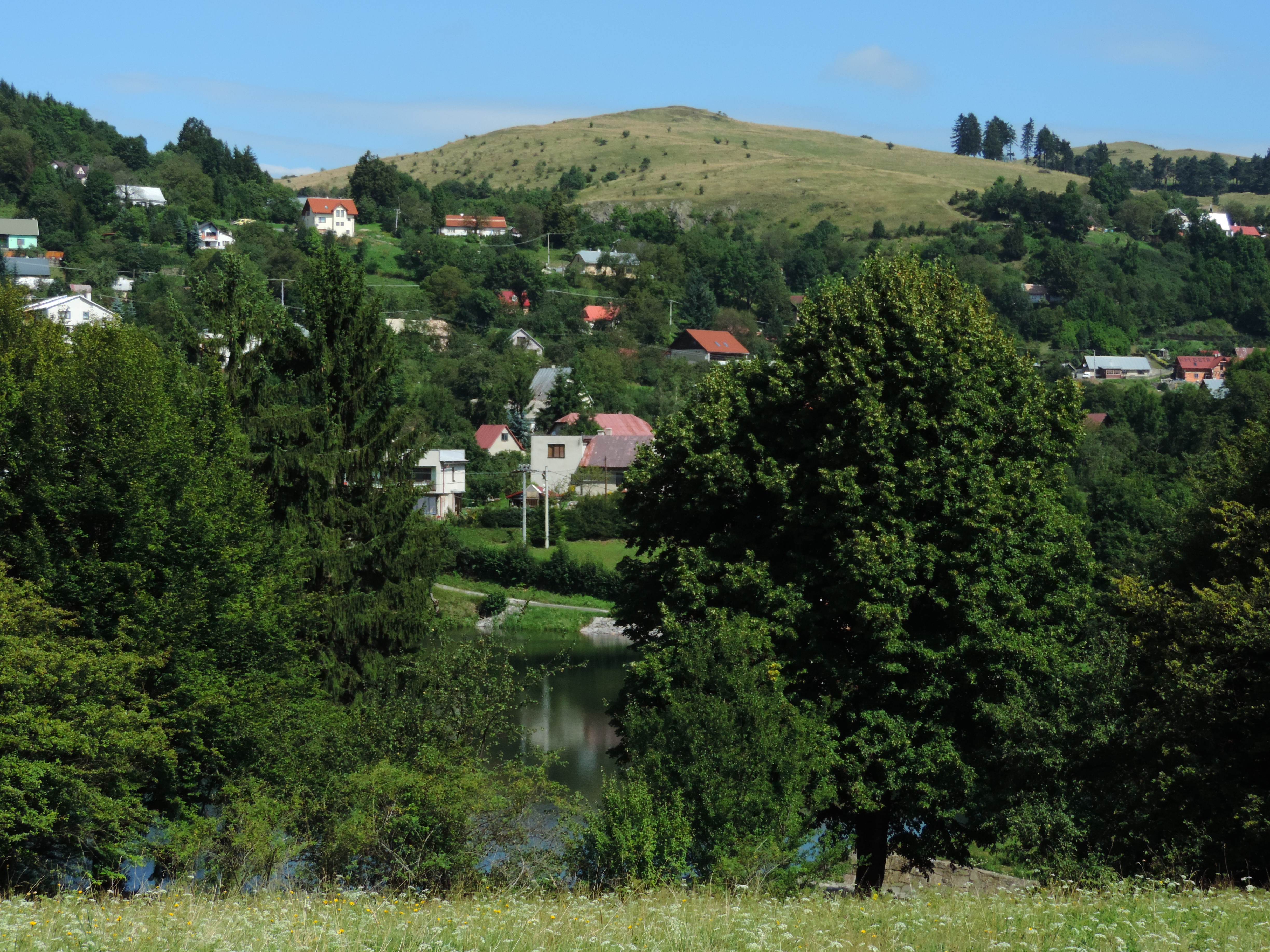
Štiavnické Bane; na pierwszym planie Tajch Evička, w centrum szczyt Farárova hôrka, na ostatnim planie szczyt Malý Tanád

Štiavnické Bane (węg. Hegybánya) – wieś (obec) na Słowacji położona w kraju bańskobystrzyckim, w powiecie Bańska Szczawnica. Pierwsze wzmianki o miejscowości pochodzą z roku 1559.

## Położenie
Štiavnické Bane leżą w Górach Szczawnickich, w środkowej, najwyższej części tzw. Hodrušskej hornatiny, w obszarze źródłowych toków potoków Štiavnica i Richnava, ok. 3-5 km na południowy zachód od Bańskiej Szczawnicy.
Rozrzucona zabudowa miejscowości ciągnie się wzdłuż południowo-wschodnich stoków grzbietu, idącego od szczytu Paradajs w kierunku południowo-zachodnim przez szczyty Tanád (939 m n.p.m.), Malý Tanád (867 m n.p.m.), Farárova hôrka (849 m n.p.m.) i Kanderka (862 m n.p.m.) po Sedlo Pleso (ok. 770 m n.p.m.).

## Historia
Pod obecną nazwą miejscowość istnieje od 1948 r. W jej skład weszło kilka różnych jednostek osadniczych: Piarg (znany początkowo jako Siglisberg lub Sigelsberg), Vindšachta, Horná roveň i Galizon. Piarg po raz pierwszy wspominany był (właśnie jako Siglisberg) w 1352 r. Należał do feudalnego „państwa” z siedzibą na zamku Šašov. Pozostałe górnicze osady należały pierwotnie do Bańskiej Szczawnicy i funkcjonowały jako zewnętrzne (w stosunku do centrum miasta obwiedzionego murami obronnymi) „ulice”.
Piarg był ożywionym ośrodkiem wydobycia złota, srebra i rud innych metali oraz znaczącym centrum rozwoju techniki górniczej. W XVII i XVIII w. wprowadzono tu do użycia nowe rodzaje pomp odwadniających kopalnie, rozpoczęto stosowanie czarnego prochu strzelniczego do rozsadzania skał, wybudowano system zbiorników wodnych (tzw. tajchów) gromadzących wodę niezbędną do napędu pomp i kruszarek rudy wraz z systemem zasilających je kanałów.

## Demografia
Według danych z dnia 31 grudnia 2010, wieś zamieszkiwały 794 osoby, w tym 396 kobiet i 398 mężczyzn.
W 2001 roku rozkład populacji względem narodowości i przynależności etnicznej wyglądał następująco:
- Słowacy – 98,67%
- Czesi – 0,48%
- Polacy – 0,12%
- Ukraińcy – 0,12%
- Węgrzy – 0,24%

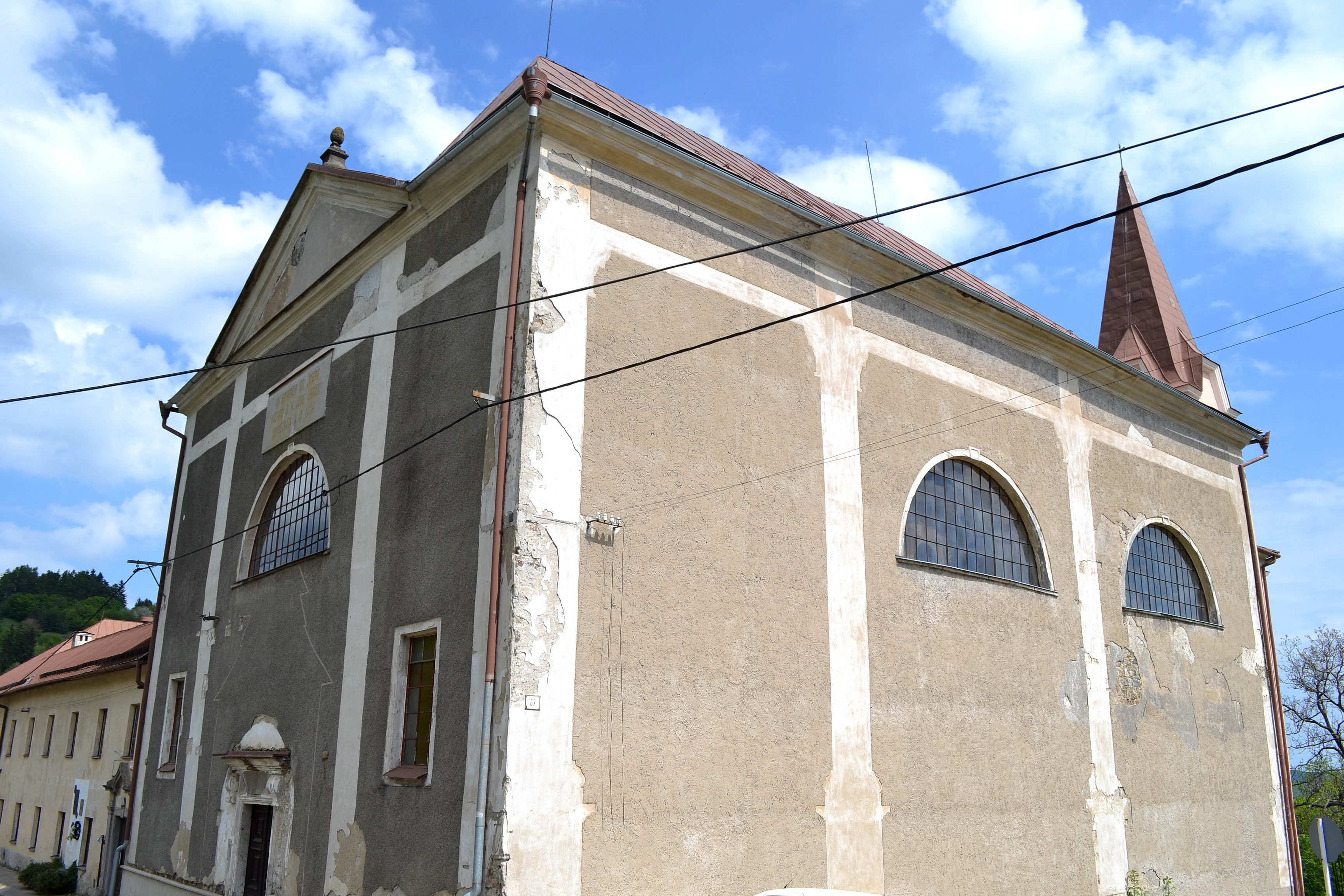
Kościół pw. św. Józefa
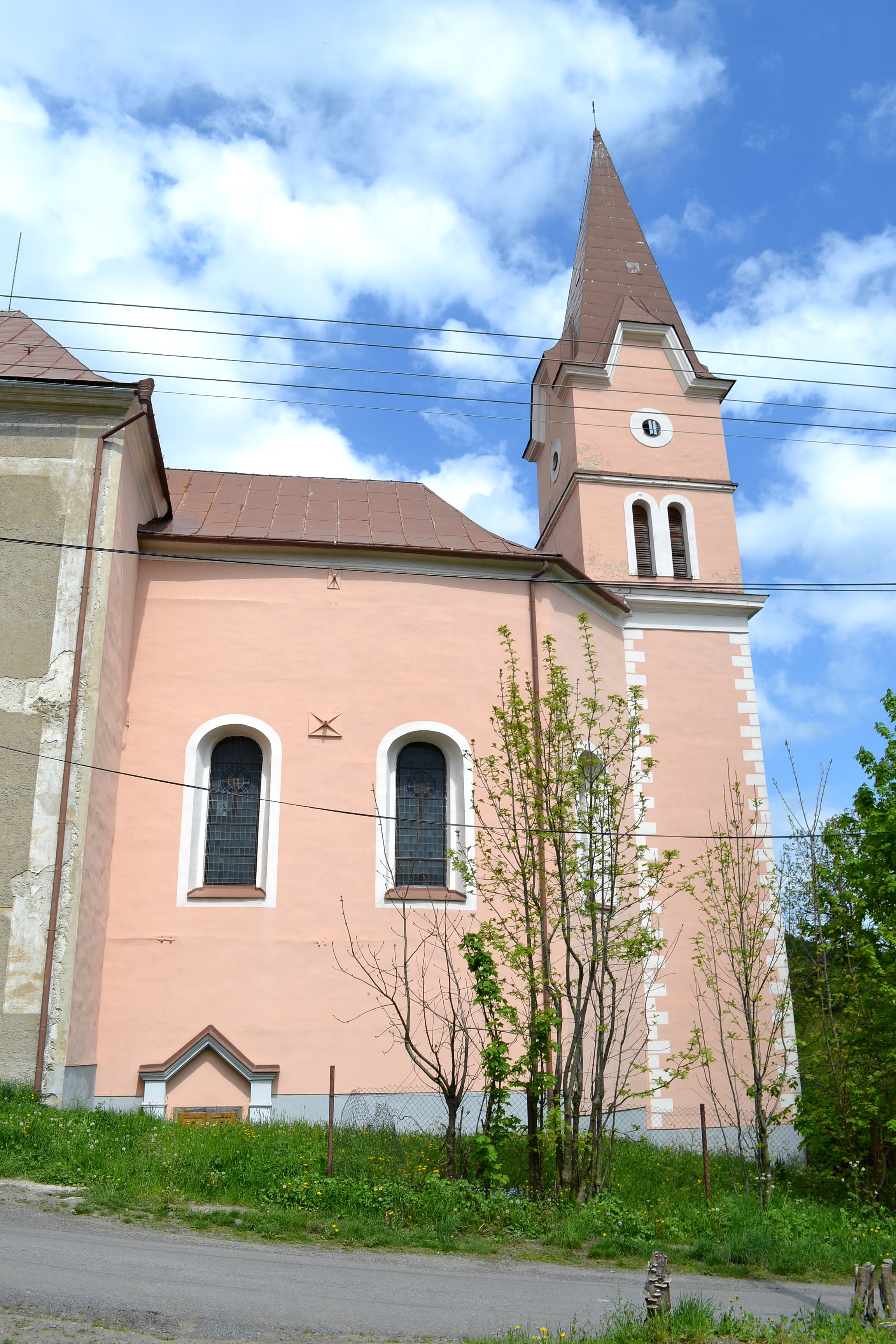
Kościół pw. św. Józefa
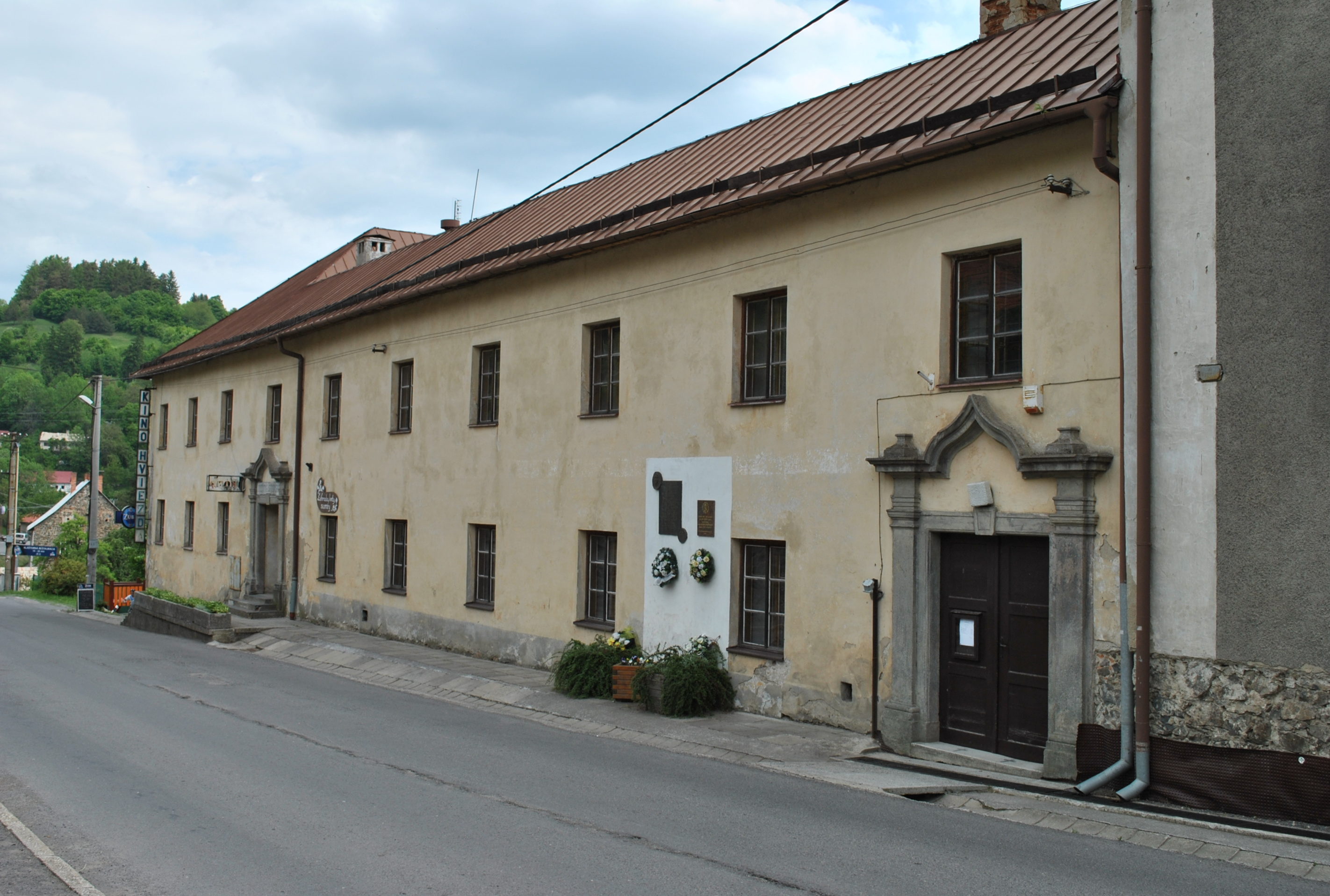
Klasztor
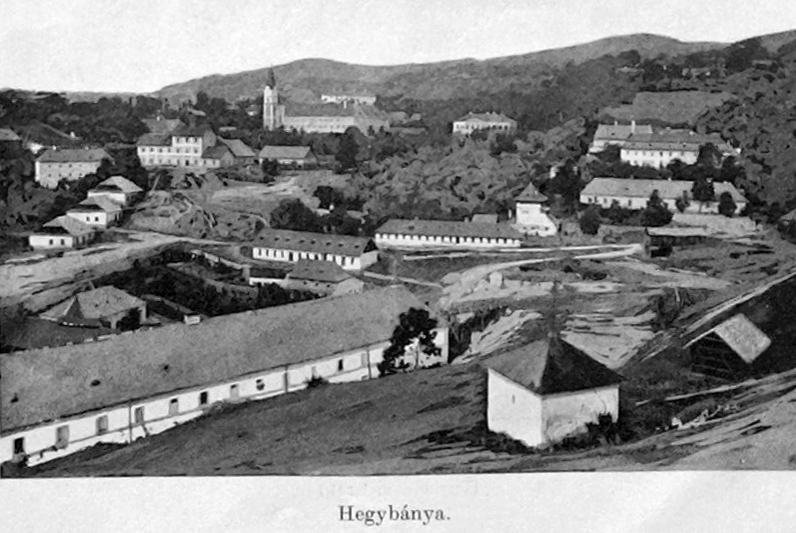
Miejscowość w 1906